# Chinakohl
Chinakohl (Brassica rapa subsp. pekinensis (Lour.) Hanelt, Syn.: Brassica rapa subsp. glabra, Brassica pekinensis (Loureiro) Ruprecht), auch Pekingkohl, Japankohl, Selleriekohl genannt, ist eine Gemüsepflanze. Chinakohl bildet einen festen, ovalen bis schmal zylindrischen Kopf mit einem Gewicht von ca. 1–3 kg. Seine Blätter sind meist gelbgrün und haben breite, weiße, leicht gekrauste Blattrippen. Von Chinakohl gibt es viele Cultivare. Er ist ganzjährig verfügbar, wobei seine Haupterntezeit im Oktober und November liegt. Chinakohl ist in der Küche als Lebensmittel vielseitig verwendbar. Nicht zu verwechseln damit ist der Chinesische Senfkohl (siehe Pak Choi), der etwas kleinere Köpfe und dem Mangold ähnelnde dunkelgrüne Blätter bildet.

## Herkunft und Geschichte

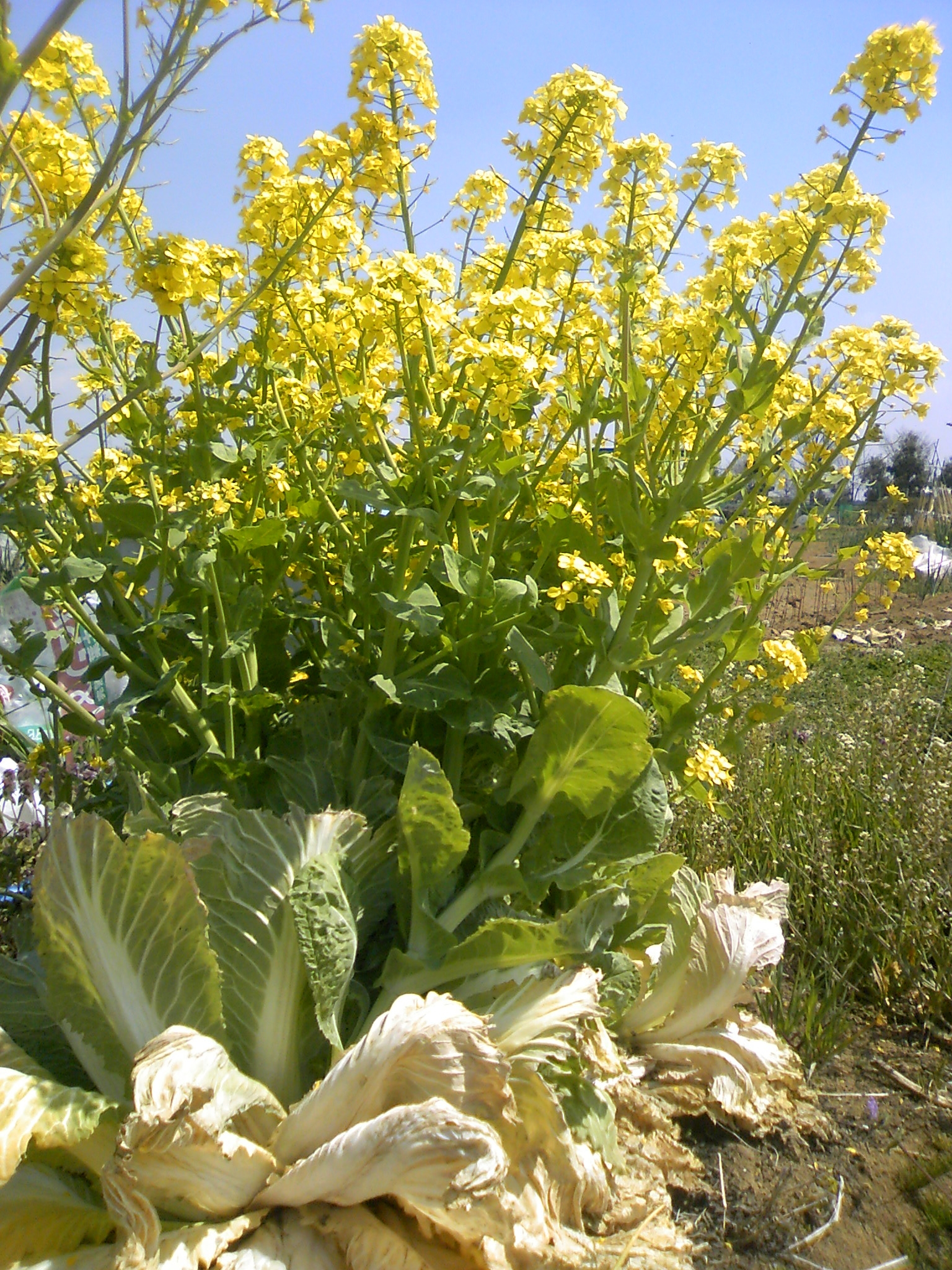
Gelbe Blüten des Japankohls, Japan 2009

Chinakohl soll aus einer Kreuzung der Speiserübe mit Senfkohl entstanden sein. Er wurde erstmals im 5. Jahrhundert in China kultiviert und wird dort als Baicai (chinesisch 白菜 – „weißes Gemüse“) bzw. Dabaicai (大白菜 – „großes weißes Gemüse“) bezeichnet. Ab dem 15. Jh. wurde er auch in Korea als baechu – RR bzw. paech'u – MR (kor. 배추) und ab dem 19. Jh. in Japan als hakusai (jap. 白菜, kana ハクサイ) angebaut. In Europa ist Chinakohl seit Anfang des 20. Jh. bekannt.

## Verwendung

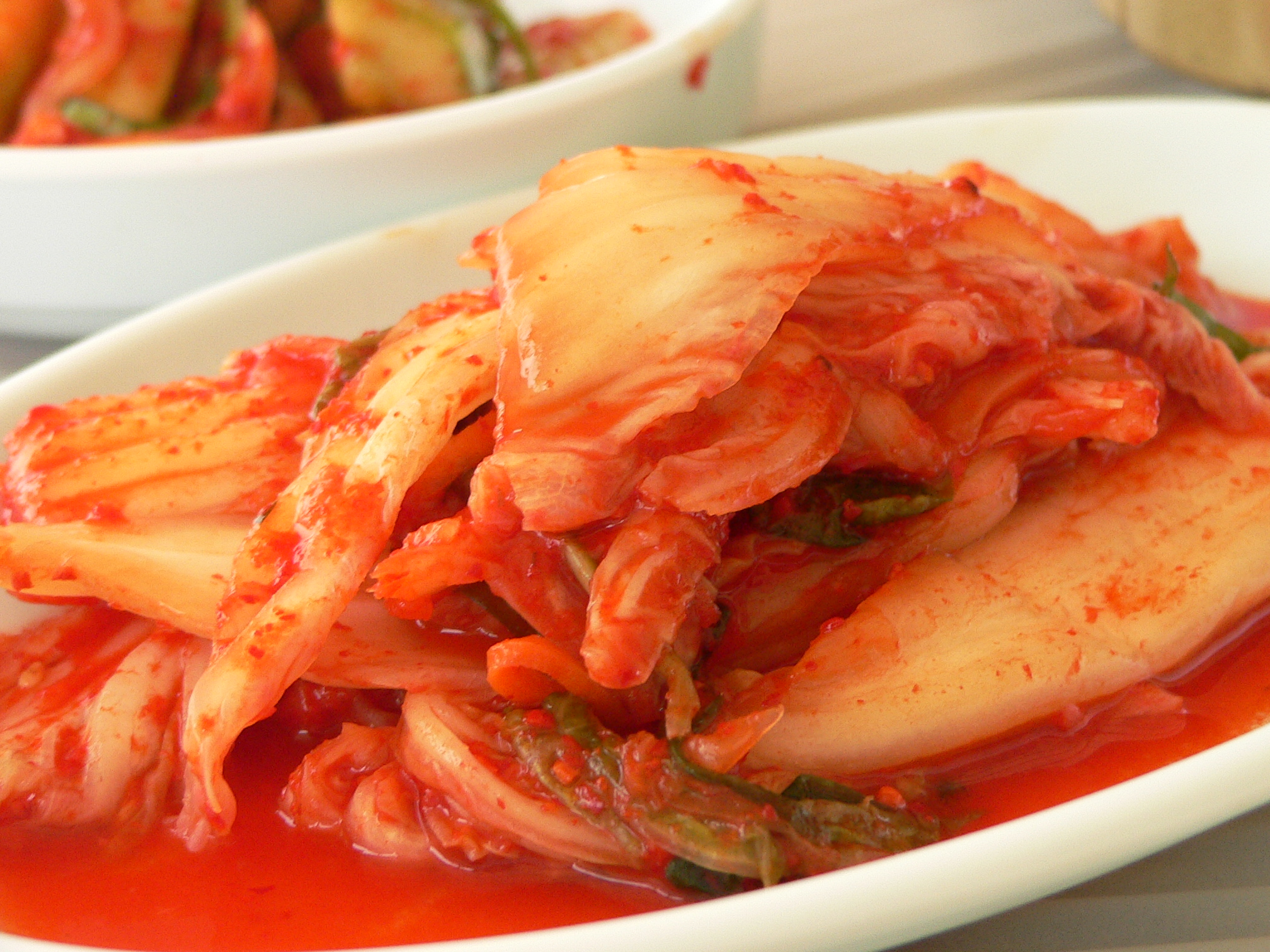
Kimchi – Chinakohl eingelegt, Korea 2005

Chinakohl findet Verwendung als Gemüse in Suppen, Wokgerichten und Salaten. Milchsauer fermentiert ist er als Kimchi (kor. 김치) in Korea und als hakusaizuke (jap. 白菜漬け oder はくさいづけ ‚eingelegter Chinakohl, eingelegter Hakusai, eingelegtes weißes Gemüse‘) in Japan eine typische Speise. Der Geschmack der in Japan kultivierten Sorte, Japankohl (chin. 日本大白菜), sticht im Vergleich zu den anderen Sorten etwas feiner hervor.

## Inhaltsstoffe
Chinakohl enthält folgende nennenswerte Stoffe, insbesondere Kalium, Calcium und Folsäure. Die Werte dienen als allgemeine Orientierung und sind nicht fix, da die Umweltbedingungen des Anbaugebiets auch einen Einfluss auf diese Werte haben.
| Brennwert       | Wasser | Fett  | Eiweiß | Kohlenhydrate | Ballaststoffe | Zucker |
| --------------- | ------ | ----- | ------ | ------------- | ------------- | ------ |
| 67 kJ (16 kcal) | 95 g   | 0,2 g | 1,2 g  | 3,2 g         | 1,2 g         | 1,4 g  |

| Gesätt. Fettsäuren | Einf. ungesätt. Fettsäuren | Mehrf. ungesätt. Fettsäuren | Folsäure |
| ------------------ | -------------------------- | --------------------------- | -------- |
| 43 mg              | 23 mg                      | 72 mg                       | 79 µg    |

| Eisen   | Kupfer | Kalium | Calcium | Magn. | Natrium | Phosphor | Selen  | Zink    |
| ------- | ------ | ------ | ------- | ----- | ------- | -------- | ------ | ------- |
| 0,31 mg | 36 µg  | 240 mg | 77 mg   | 13 mg | 9 mg    | 29 mg    | 0,6 µg | 0,23 mg |

| β-Carotin | Vita. A | Vita. B1 | Vita. B2 | Vita. B3 | Vita. B5 | Vita. B6 | Vita. C | Vita. K1 |
| --------- | ------- | -------- | -------- | -------- | -------- | -------- | ------- | -------- |
| 0,19 mg   | 16 µg   | 40 µg    | 50 µg    | 0,4 mg   | 0,11 mg  | 0,23 mg  | 27 mg   | 43 µg    |

Quelle zur Tabellen: 

## Schädlinge
In den Blättern des Chinakohls sind häufig die Puppen der Kohlfliege zu finden.

## Trivia
In der chinesischen Kunst ist der Chinakohl als Motiv beispielsweise in Form des berühmten Jadekohls in den Sammlungen des Palastmuseums von Peking, Tianjin und Taipeh als Nationalschatz zu sehen.

## Siehe
- Chinesischer Schnittlauch
- Kai-lan
- Tatsoi
- Zhacai